# Нарвал, Маниш
Маниш Нарвал (род. 17 октября 2001, Фаридабад, Харьяна) — индийский стрелок-паралимпиец, специализируется в стрельбе из пистолета. Паралимпийский чемпион 2020 года.
Он занимает четвёртое место в мировом рейтинге в стрельбе из пневматического пистолета с 10 метров в категории SH1. Маниш сотрудничает с GoSports Foundation по программе Para Champions.

## Биография
Маниш Нарвал родился 17 октября 2001 года. У него есть брат, занимающийся стрельбой. Именно он посоветовал Манишу заняться этим видом спорта. Тренером Маниша стал Ракеш Тхакур, он тренировался в Баллабгархе.

## Карьера
Нарвал начал заниматься стрельбой из пистолета в 2016 году в Фаридабаде (штат Харьяна), где вошёл в историю, установив мировой рекорд и завоевав золото в соревнованиях по стрельбе из пистолета с 50 метров в категории SH1 на чемпионате мира по паралимпийской стрельбе 2021 года. Он выиграл несколько медалей, включая золотые, серебряные и бронзовые, на национальных и международных соревнованиях.
В 2020 году Маниш получил премию Арджуны за выдающиеся достижения в стрелковом спорте. Премия Арджуны была высшей спортивной наградой Индии, ежегодно присуждаемая Министерством по делам молодёжи и спорта Индии.
Он прошёл квалификацию на Паралимпийские игры в Токио и представлял сборную Индии в соревнованиях по стрельбе в 2020 году. Он выиграл золотую медаль в стрельбе из пистолета с 50 метров в категории SH1.